# R.E.M. (gruppo musicale)
I R.E.M. sono stati un gruppo rock alternativo statunitense attivo dal 1980 al 2011.
Formatosi ad Athens (Georgia) il 5 aprile 1980 (data riconosciuta dalla stessa band come atto di fondazione vera e propria del gruppo, che provava assieme sotto diversi nomi già dal 1979), la sigla R.E.M. sta per rapid eye movement, la fase del sonno in cui si sogna. La pronuncia inglese è lettera per lettera ([ɑːr iː ɛm]), ma in italiano viene generalmente pronunciata come acronimo (rèm, /rɛm/).
Nell'arco degli ultimi 25 anni, i R.E.M. sono stati riconosciuti come uno dei gruppi più importanti per la definizione dell'estetica della musica underground e indie degli Stati Uniti. La loro influenza, infatti, si estende ancora oggi su moltissime formazioni, etichette e scene musicali.
Il gruppo ha virtualmente definito l'espressione "rock alternativo" degli anni ottanta (college rock), dimostrando alle stazioni radio, un po' alla volta, che trasmettere brani con prevalente uso delle chitarre non era una cosa negativa.
Nella loro trentennale carriera hanno venduto più di 85 milioni di dischi.
Nel 2007 sono stati introdotti nella Rock and Roll Hall of Fame.

## Storia del gruppo

### Formazione (1980-1982)
I R.E.M. si formano all'università della Georgia ad Athens nel 1980. Il cantante Michael Stipe e il chitarrista Peter Buck si conoscono in un negozio di dischi e scoprono di avere interessi musicali molto simili, iniziando quindi a lavorare insieme. Nel progetto vengono  coinvolti anche il bassista Mike Mills e il batterista Bill Berry. Nell'aprile del 1980 il gruppo nasce con il nome Twisted Kites per suonare alla festa del ventesimo compleanno della loro amica Kathleen O'Brien (all'epoca, la fidanzata di Berry), festa durante la quale eseguono numerose cover di gruppi garage, psichedelici e punk. Durante l'estate il gruppo cambia denominazione, adottando in maniera definitiva il nome R.E.M. (acronimo di rapid eye movement che trovò Stipe un giorno sfogliando un dizionario) Nello stesso periodo il gruppo incontra Jefferson Holt, che diventerà il loro manager dopo averli visti nel loro primo concerto fuori dalla Georgia, nella Carolina del Nord. Alla fine i quattro lasciano l'università per concentrarsi sulla loro carriera musicale.
Durante il successivo anno e mezzo il gruppo fece molte esibizioni dal vivo nel sud degli Stati Uniti, suonando cover garage rock e pezzi di propria composizione. Il gruppo iniziò in questo modo a formare il proprio stile. Peter Buck sviluppò il suono esclusivo dei suoi arpeggi, e Michael Stipe affinò i suoi testi criptici. Nell'estate del 1981, i R.E.M. registrano il loro primo singolo, Radio Free Europe, ai Mitch Easter's Drive-In Studios. Pubblicato dalla locale etichetta indipendente Hib-Tone, Radio Free Europe fu stampato in mille copie. Il singolo diventò un successo nelle "college radio" e raggiunse la prima posizione nella classifica di fine anno del settimanale di New York Village Voice, nella sezione "Best Independent Singles". Il loro suono country/folk incontrava una linea di basso e un'urgenza che ricordava il gruppo The Who nella loro primordiale fase mod. Oltre al suono si aggiunga anche la particolare voce di Stipe e i suoi testi, così da definire il suono del gruppo unico nel periodo post-punk dei primi anni ottanta.

### Gli anni della I.R.S. (1982-1987)

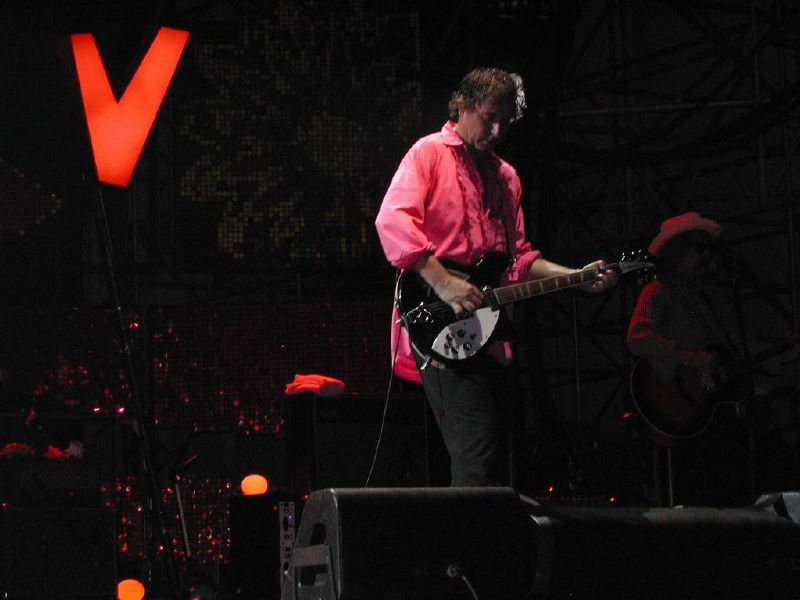
Il chitarrista Peter Buck dal vivo a Padova nel 2003

Il gruppo registrò il suo primo EP, Chronic Town, nell'ottobre del 1981 con Mitch Easter come produttore. Il disco doveva essere la seconda pubblicazione dell'etichetta locale Hib-Tone, ma la I.R.S. Records entrò in possesso di un demo delle prime sessioni di registrazione, e offrì loro un contratto. I R.E.M. rifiutarono le offerte della major RCA Records e firmarono il contratto con la I.R.S. nel maggio 1982. Chronic Town venne pubblicato nell'agosto dello stesso anno come prima pubblicazione statunitense della casa discografica. Il disco ebbe una buona recensione sulle pagine di NME che lodava l'aura di mistero che circondava le canzoni.
La I.R.S. propose al gruppo come produttore per l'album di debutto Stephen Hague. L'enfasi che Hague metteva nella ricerca della perfezione tecnica lasciò il gruppo insoddisfatto, portando i componenti a chiedere alla I.R.S. di ritornare a registrare con Mitch Easter come produttore. La casa discografica accordò una sessione di prova, ed il gruppo si recò negli studi di Easter nella Carolina del Nord per registrare il pezzo Pilgrimage. Oltre a Easter partecipò al processo di produzione del brano anche Don Dixon. Dopo l'ascolto del pezzo, la I.R.S. permise al gruppo di registrare l'album con Easter e Dixon come produttori. Vista l'esperienza negativa con Hague, il gruppo registrò l'album rifiutando di inserire assoli di chitarra o di utilizzare sintetizzatori, per riuscire a dare al disco un "feeling" senza tempo. L'album, dal titolo Murmur, venne pubblicato nel 1983. Sebbene supportato dalle radio universitarie, non ebbe un grandissimo successo commerciale. Infatti all'epoca vennero vendute solo 200 000 copie, e il manager della I.R.S. Jay Boberg affermò che il risultato era al di sotto delle aspettative. Fu comunque riconosciuto dalla rivista Rolling Stone come il migliore album dell'anno, davanti ad album storici come Thriller di Michael Jackson. Murmur raggiunse la posizione 36 delle classifiche di Billboard. Una nuova versione di Radio Free Europe fu il singolo principale tratto dall'album, e raggiunse la posizione 78 delle classifiche dei singoli di Billboard nel 1983.
Il gruppo fece la sua prima apparizione televisiva nel programma Late Night with David Letterman nell'ottobre del 1983 durante la quale eseguì una nuova canzone senza titolo. Il brano, che prese poi il titolo di So. Central Rain (I'm Sorry), divenne il primo singolo del secondo album, Reckoning, del 1984, che venne registrato sempre con Easter e Dixon come produttori in sole due settimane. L'album verrà apprezzato dalla critica, e il giornalista Mat Snow del NME scriverà che Reckoning "conferma i R.E.M. come uno dei più belli ed eccitanti gruppi del pianeta". Verso la fine del 1983 il gruppo partì per il suo primo tour in Europa. Reckoning si piazzerà alla posizione 27 nelle classifiche degli album statunitensi (un piazzamento non comune per un gruppo college rock per il periodo), mentre lo scarso airplay e la pessima distribuzione porterà l'album solamente alla posizione 91 in Inghilterra.
Il terzo album della band, Fables of the Reconstruction (1985), mostrò un cambio di direzione. Al posto di Dixon e Easter, i R.E.M. scelsero come produttore Joe Boyd, che aveva lavorato con i Fairport Convention e Nick Drake, per registrare l'album in Inghilterra. I membri della band trovarono le sessioni inaspettatamente problematiche, e patirono il freddo e piovoso clima invernale; questa situazione portò la band sull'orlo dello scioglimento. L'atmosfera un po' cupa e malinconica che pervadeva le sessioni finì per influenzare l'album stesso. Per i suoi testi, Stipe cominciò a creare delle linee narrative alla maniera della mitologia del sud degli Stati Uniti, osservando in una intervista del 1985 di essersi ispirato "all'idea degli anziani seduti intorno al fuoco, tramandando … favole e leggende ai nipotini". Fables of the Reconstruction divenne l'album più venduto in America della storia della I.R.S. fino a quel momento. Tuttavia, l'album ebbe poco successo in Europa e il responso della critica non unanime, con alcuni critici che trovarono l'album tetro e prodotto in modo mediocre. Come nel caso degli album precedenti, i singoli di Fables of the Reconstruction vennero per lo più ignorati dalle radio di maggior diffusione. Nel frattempo, la I.R.S. stava diventando insoddisfatta dalla difficoltà della band nel raggiungere un vasto successo commerciale.
Per il loro quarto album, i R.E.M. arruolarono Don Gehman, il produttore di John Mellencamp's. Il risultato fu Lifes Rich Pageant (1986). In una intervista del 1986 con il Chicago Tribune, Peter Buck osservò che "Michael sta migliorando in quello che sta facendo, acquista sempre più sicurezza. E penso che questo si rifletta nel maggior risalto della sua voce." L'album superò sensibilmente le vendite di Fables of the Reconstruction e riuscì a raggiungere il numero 21 nella classifica delle vendite Billboard, mentre il singolo Fall on Me ebbe un buon supporto dalle radio commerciali. L'album fu il primo della band a raggiungere il disco d'oro superando le 500 000 copie vendute. Anche se le college radio americane rimanevano il principale sostegno dei R.E.M., il gruppo stava cominciando ad avere successo anche nei principali formati commerciali; ciò nonostante, la loro musica non riusciva ancora a sfondare presso le emittenti radiofoniche più diffuse. Sulla scia del successo di Lifes Rich Pageant, la I.R.S. pubblicò Dead Letter Office, una compilation di canzoni registrate dalla band durante le sessioni di registrazione dei loro album, molte delle quali erano state già pubblicate come B-side e alcune inedite. Poco tempo dopo, la I.R.S. pubblicò la prima raccolta di video, Succumbs, che riunisce i loro video realizzati fino a quel momento con l'eccezione di Wolves, Lower.
Nel 1987 i R.E.M. pubblicano Document, album dal quale sarà estratta la prima super-hit del gruppo, The One I Love, primo loro singolo a entrare nella Top Ten dei singoli d'oltreoceano.

### Nuovo contratto e successo mondiale (1988-1997)

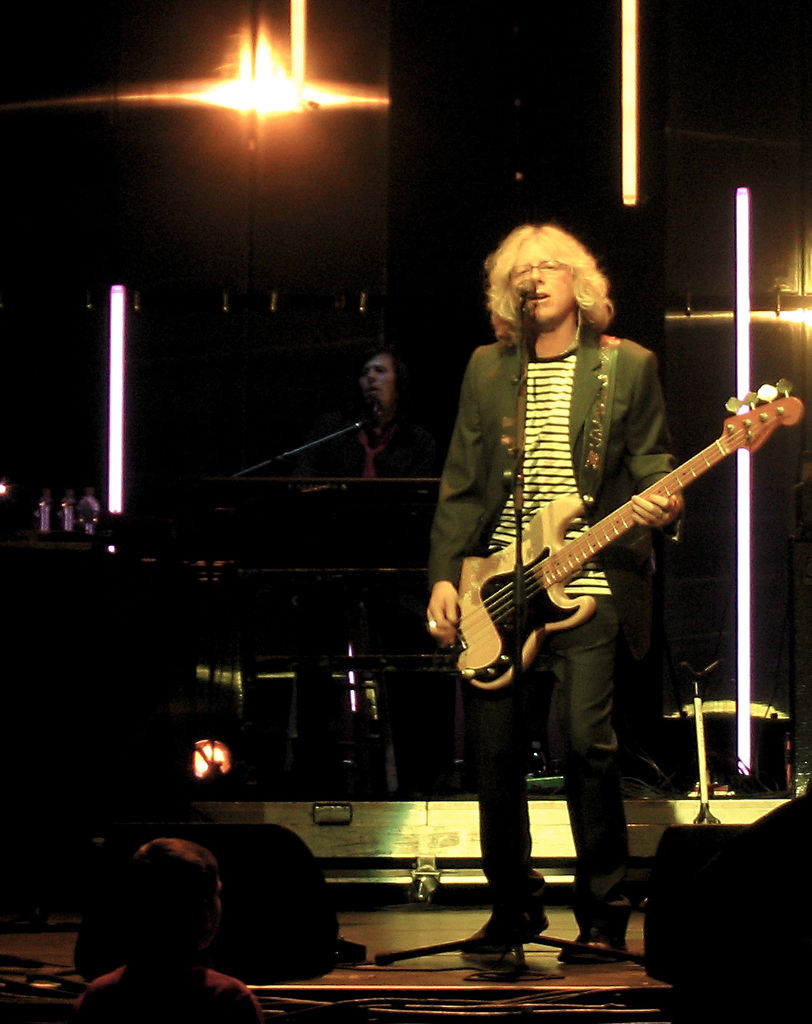
Il bassista Mike Mills dal vivo a Seattle

Dopo il nuovo contratto discografico, seguirà il successo dell'album Green nel 1988, pubblicato sotto etichetta Warner Bros. Records.
Nel 1991 dopo un lungo tour, esce l'album Out of Time e per i R.E.M. è un successo: l'album trascinato dal singolo Losing My Religion va al primo posto di diverse classifiche del mondo e vende 18 milioni di copie. A seguito del successo di Out of Time esce The Best of R.E.M., raccolta dei maggiori successi della band durante il "periodo I.R.S.".
Nel 1992, dopo solo un anno e mezzo da Out of Time, esce Automatic for the People che vende 17 milioni di copie. Nel disco è contenuta la canzone Man on the Moon, dedicata ad Andy Kaufman, il comico statunitense famoso per la serie tv Taxi.
Nel 1994 viene pubblicato Monster, altro successo con oltre 10 milioni di copie vendute. La sonorità è rock, al contrario di Automatic for the People, dove regnavano le chitarre acustiche. Il disco è dedicato a River Phoenix, giovane attore amico di Stipe, morto di overdose. Tuttavia, l'album è dedicato anche a Kurt Cobain, leader dei Nirvana; il brano Let Me In infatti parla, senza citarlo, di Cobain. È Mike Mills a suonare la chitarra in questa canzone, utilizzandone una regalata al gruppo da Courtney Love, vedova di Cobain. La stessa chitarra, una Fender Jag-Stang, è visibile nel video del primo singolo dell'album What's The Frequency, Kenneth?. Stipe aveva iniziato un rapporto di amicizia con Cobain poco prima della sua morte.
Nel singolo Crush with the Eyeliner partecipa il chitarrista dei Sonic Youth, Thurston Moore.
A seguito della pubblicazione di Monster, i R.E.M. si imbarcano nel primo tour mondiale dai tempi di Green. Il tour è caratterizzato però da una serie di incidenti: per primo l'aneurisma che colpisce il batterista Bill Berry nella tappa di Losanna, in Svizzera. Seguono poi un'operazione all'intestino di Mike Mills e un intervento di ernia a Michael Stipe. Il tour, nonostante tutto, si conclude senza altri problemi. Alcuni gruppi, che da lì a poco conquistarono il successo mondiale, fecero da supporto ai R.E.M. in alcune date: si tratta dei Blur, degli Oasis e dei Radiohead. Thom Yorke, leader dei Radiohead iniziò da qui la sua profonda amicizia con Stipe (nell'album dei Radiohead Ok Computer tra i ringraziamenti vengono citati i componenti di R.E.M.).
Nel 1996 i R.E.M. rinnovano il contratto con la Warner Bros. per 80 milioni di dollari. Il contratto fino a quel momento era il più alto mai firmato nella storia della musica e riguardava la pubblicazione di cinque album senza costrizioni sui tempi di uscita, più un Best Of. In autunno esce New Adventures in Hi-Fi, uno dei vertici artistici del gruppo. Alcune delle canzoni che compaiono nel disco erano già state suonate dal vivo durante il Monster Tour e registrate in parte durante i soundcheck prima dei concerti. In E-Bow the Letter partecipa Patti Smith, che accompagna Stipe nel ritornello e nei controcanti. È l'ultimo disco in cui suona Bill Berry, che lascerà la band nell'ottobre del 1997. I motivi del suo abbandono non sono mai stati ben chiari, anche se molto probabilmente sono legati all'aneurisma che lo colpì durante il Monster Tour. Ha comunque mantenuto buoni rapporti con gli altri membri della band, i quali decisero di continuare a suonare nonostante l'abbandono di Bill Berry.

### Dopo l'abbandono di Bill Berry (1998-2011)

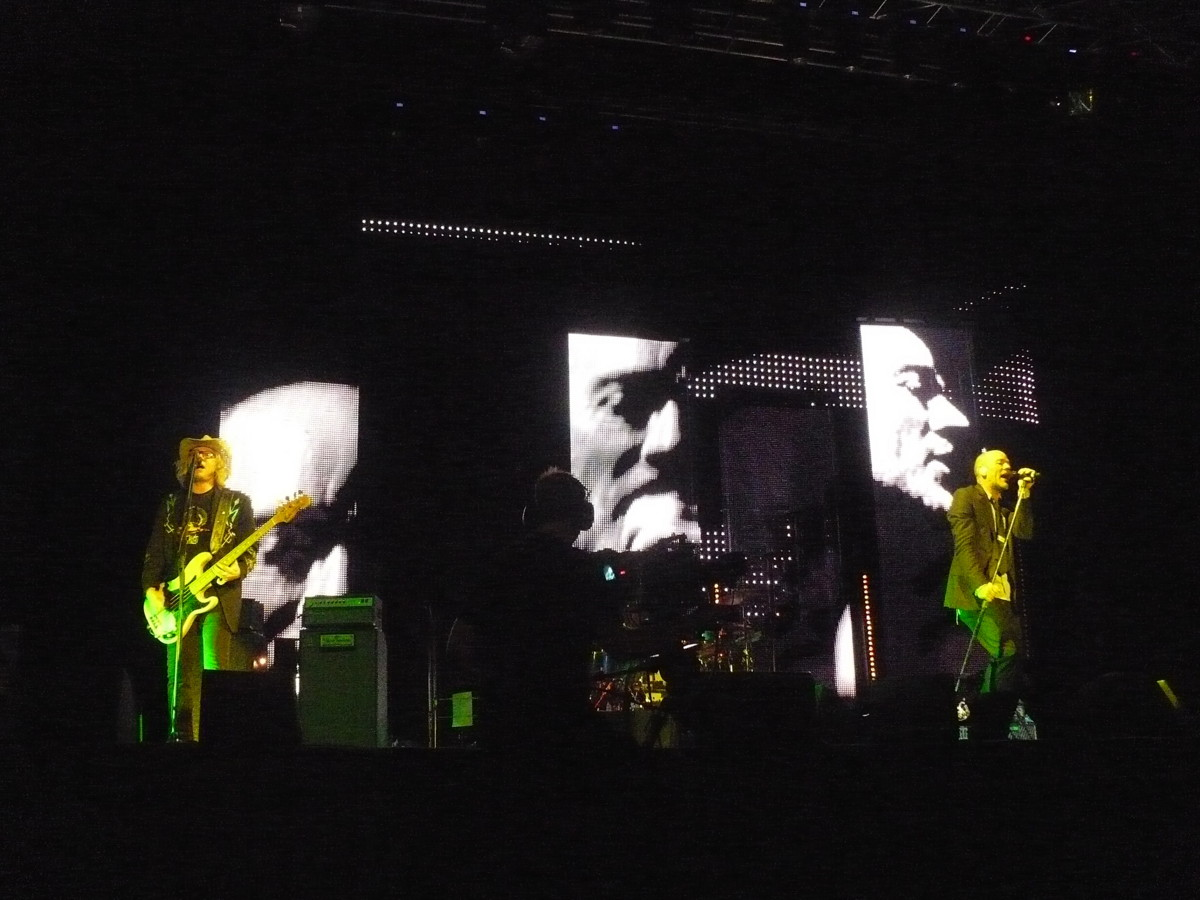
I R.E.M. in concerto a Napoli il 23 luglio 2008

Nel 1998 esce Up, il primo album senza Bill Berry, che presenta una nuova sonorità. Le vendite non raggiungono i precedenti livelli, anche se sfiorarono il tetto dei 5 milioni. Durante la realizzazione del disco, alla batteria si alternano Barrett Martin degli Screaming Trees e Joey Waronker, collaboratore di Beck. Waronker, inoltre, accompagna la band nel tour che segue l'uscita del disco. Il produttore è Pat McCarthy, già tecnico del suono in Monster. Finisce così il sodalizio con Scott Litt, iniziato con Document. Dall'album vengono estratti i singoli Daysleeper, Lotus, At My Most Beautiful e Suspicion.
Nel 1999 viene pubblicato il singolo The Great Beyond, canzone portante del film di Miloš Forman Man on the Moon, con Jim Carrey, basato sulla vita del comico statunitense Andy Kaufman. Il titolo del film è ripreso dalla canzone di R.E.M. del 1992. La band statunitense scrive inoltre gran parte della colonna sonora del lungometraggio.
Nel 2001 esce l'album Reveal che contiene i singoli di successo: Imitation of Life e All the Way to Reno. Joey Waronker è riconfermato alla batteria per la realizzazione di questo disco.
I R.E.M. inoltre partecipano con due canzoni alla colonna sonora di Vanilla Sky di Cameron Crowe: una è Sweetness Follows (da Automatic for the People), l'altra è All the Right Friends, vecchia canzone pubblicata come B-side negli anni ottanta e re-incisa per l'occasione.
Nel 2003, alla vigilia dell'attacco statunitense contro l'Iraq, i R.E.M. pubblicano sul loro sito internet Final Straw, una canzone scritta di getto per protestare contro l'imminente conflitto e le scelte del presidente George W. Bush.
In ottobre esce la raccolta In Time: The Best of R.E.M. 1988-2003 che contiene i maggiori successi della band più due inediti: Bad Day e Animal. I R.E.M. cambiano batterista: arriva Bill Rieflin, ex-membro dei Ministry, il quale viene confermato anche per le registrazioni dei dischi successivi.
Con l'uscita del greatest hits parte anche l'In Time Tour. A Raleigh, in Carolina del Nord, durante una data del tour, Bill Berry sale sul palco per accompagnare la band ai cori durante Radio Free Europe e suonare la batteria in Permanent Vacation, una delle prime canzoni scritte dai R.E.M. e mai pubblicata su disco.
Nel 2004 esce Around the Sun che contiene i singoli Leaving New York e Aftermath. Nel disco viene inserita anche Final Straw.
Con l'album parte l'Around the World Tour che durerà fino al 2005. Le prime date (1º-10 ottobre) coincidono con il Vote for Change, un tour svoltosi negli Stati Uniti ideato da Bruce Springsteen per spingere gli americani a votare contro l'amministrazione Bush alle elezioni del novembre 2004. Oltre ai R.E.M. e a Springsteen, partecipano John Fogerty, Bright Eyes, le Dixie Chicks, John Mellencamp, James Taylor, la Dave Matthews Band, i Pearl Jam.
Nel 2006, ad aprile, verso la fine di un concerto dei Minus 5 ad Athens (Georgia), Michael Stipe, Mike Mills e Bill Berry raggiungono sul palco il gruppo ed eseguono il brano Country Feedback. Berry suona al basso, Mills alle tastiere.
A settembre, sempre ad Athens, durante un concerto benefico, Buck, Berry, Mills e Stipe si riuniscono nuovamente sul palco per suonare un breve set di canzoni. Pochi giorni dopo vengono introdotti nella Music Hall of Fame di Atlanta. Anche in questo caso Bill Berry torna alla batteria per il set musicale dei R.E.M., i quali (ad eccezione di Stipe) accompagnano Gregg Allman (Allman Brothers Band), introdotto anche lui nella Hall of Fame, nell'esecuzione di Midnight Rider.
Nello stesso mese esce And I Feel Fine... The Best of the I.R.S. Years 1982-1987, una raccolta che contiene alcune delle migliori canzoni pubblicate dai R.E.M. con la casa discografica I.R.S. negli anni tra il 1982 e il 1987. Il disco riprende in parte la tracklist del The Best of R.E.M. del 1991. Esiste anche una versione doppia di questa raccolta: nel secondo cd sono pubblicate rarità, live e demo, alcuni dei quali mai pubblicati.
Nel 2007, a marzo, i R.E.M. annunciano il cambio di produttore: non più Pat McCarthy ma Jacknife Lee, già produttore di Snow Patrol, Bloc Party, Editors, Kasabian, U2. Pochi giorni dopo questo annuncio, il 12 marzo vengono introdotti nella Rock and Roll Hall of Fame, dove suonano un breve set accompagnati alla batteria nuovamente da Bill Berry. Tra i brani suonati, I Wanna Be Your Dog, cover di un brano di Iggy Pop, eseguita insieme a Patti Smith, e Man On the Moon eseguita con Eddie Vedder, cantante dei Pearl Jam.
Il 21 giugno 2007, Amnesty International pubblica una raccolta di cover di canzoni di John Lennon, Make Some Noise: The Amnesty International Campaign to Save Darfur, con lo scopo di portare l'attenzione sul genocidio che da anni sconvolge la regione sudanese del Darfur. I R.E.M. partecipano al progetto con #9 Dream, con il ritorno in sala d'incisione di Bill Berry per la prima volta dopo più di dieci anni. La canzone, uscita già a febbraio su iTunes, è prodotta da David Barbe.
La band statunitense ha tenuto all'Olympia Theatre di Dublino, dal 30 giugno al 5 luglio 2007, cinque concerti "mascherati" da prove (Live Rehearsals in lingua inglese) dove hanno testato davanti a un pubblico composto per lo più da fan di lunga data, nuove canzoni, alcune delle quali sono state inserite in Accelerate. I titoli delle canzoni proposte sono Living Well's the Best Revenge, Staring Down the Barrel of the Middle Distance, Mr. Richards, Houston, On the Fly, Man Sized Wreath, Until the Day is Done, Disguised, Accelerate, Horse to Water e I'm Gonna DJ. Quest'ultima era già stata suonata durante l'Around the World Tour del 2005.
In attesa del nuovo album della band, il 12 ottobre 2007 è uscito il primo album dal vivo della band, intitolato R.E.M. Live, composto da due cd e un DVD registrati il 27 febbraio 2005 a Dublino durante l'Around the Sun Tour che circa un mese prima aveva toccato anche l'Italia con date a Milano e Bolzano. L'album contiene anche I'm Gonna DJ, canzone mai pubblicata prima su disco.
Il 23 e il 24 ottobre 2007, il programma della CNN, Anderson Cooper 360°, ha trasmesso un documentario, Planet in Peril, dove ha debuttato nei titoli di coda Until the Day Is Done, una delle canzoni suonate ai Live Rehearsals di Dublino e inserita poi nel nuovo album.
Accelerate, il titolo del nuovo album, è uscito in Italia il 28 marzo 2008 (il 1º aprile negli Stati Uniti e il 31 marzo nel resto del mondo). L'uscita del disco è stata anticipata dall'uscita del singolo Supernatural Superserious, suonata a Dublino con il titolo di Disguised.
Il 23 maggio 2008 i R.E.M. hanno iniziato il loro tour mondiale partendo dagli Stati Uniti. Prima di questa data hanno comunque testato il nuovo album partecipando a marzo al Langerado Music Festival, e allo Stubb's Bar-B-Que, durante l'annuale South-by-Southwest Music Festival di Austin e alla celebrazione dei 60 anni dell'Institute of Contemporary Arts di Londra.
Nel corso del 2010 il gruppo ha lavorato al successivo album in studio, Collapse into Now, registrato tra Berlino, New Orleans, Portland e Nashville e prodotto in collaborazione con Jacknife Lee. L'album, che vede ospiti anche Patti Smith e Eddie Vedder, è uscito l'8 marzo 2011.

### Lo scioglimento
Il gruppo si scioglie, di comune accordo, il 21 settembre 2011 con un annuncio ufficiale sul proprio sito web. Entrano nei record quando riescono a strappare il contratto più ricco per un tour live.
In tale messaggio la band ringrazia i propri fan e tutti coloro che si sono emozionati ascoltando la loro musica, non nascondendo lo stupore per tutto quello che la band è riuscita a realizzare in questi anni.
L'11 novembre 2011 viene pubblicata la doppia raccolta Part Lies, Part Heart, Part Truth, Part Garbage 1982-2011 che ripercorre 30 anni della storia del gruppo americano.
Nell'ottobre del 2019 Michael Stipe ha dichiarato: "Sarò a cena con Mike proprio domani sera a Londra e ho parlato con Peter la scorsa notte, siamo ottimi amici ma il tempo dei R.E.M. è finito".

## Formazione
I componenti del gruppo erano:

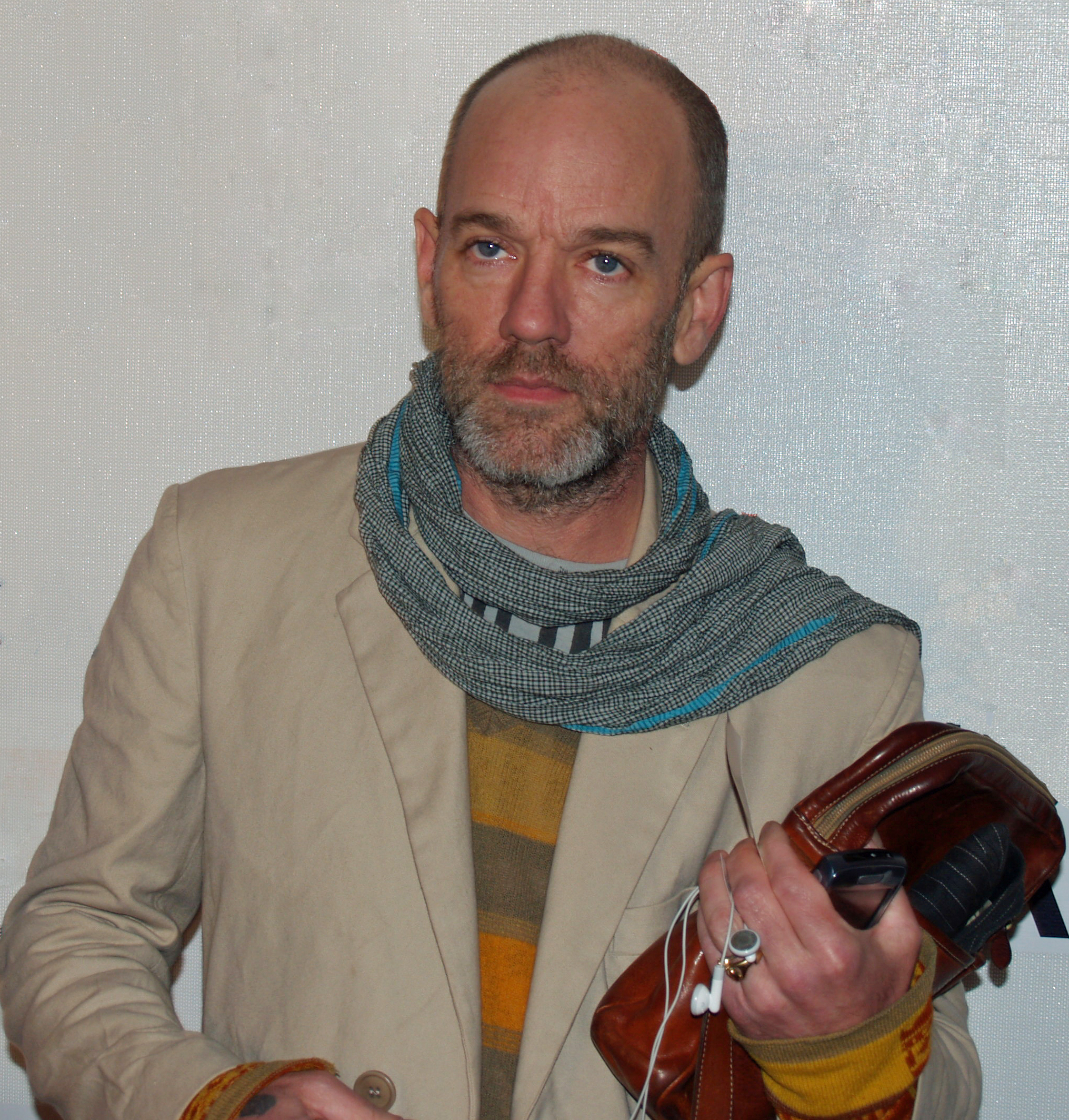
Michael Stipe

- Michael Stipe, nome completo John Michael Stipe (cantante), è nato il 4 gennaio 1960 a Decatur in Georgia. Suo padre era un pilota dell'esercito statunitense. Stipe era un tipo timido, riservato e introverso, appassionato di punk rock e di gruppi come New York Dolls, Television, Velvet Underground (dei quali ha inciso diverse cover), Talking Heads. L'album che più lo influenzò fu Horses di Patti Smith del 1975. Alla fine degli anni settanta Stipe studiò arte all'Università della Georgia di Athens.
- Peter Buck, nome completo Peter Lawrence Buck (chitarrista), è nato il 6 dicembre 1956 a Los Angeles ma è cresciuto nella periferia di San Francisco. A 14 anni si trasferì a Roswell (Georgia). Non completò gli studi, ma trovò lavoro come commesso nel negozio di dischi "Wuxtry Records".
- Mike Mills, nome completo Michael Edward Mills (bassista) è nato il 17 dicembre 1958 nella contea di Orange in California.
- Bill Berry, nome completo William "Bill" Berry (batterista), è nato il 31 luglio 1958 a Duluth nel Minnesota; si diplomò nella stessa scuola con Mike Mills a Mason in Georgia (a 170 km circa da Athens) e formarono una sezione ritmica. All'inizio suonavano nei garage e ai ricevimenti dei matrimoni. A causa di un aneurisma cerebrale di cui soffriva dal 1995, nel 1997 Bill Berry lasciò il gruppo, abbandonando così la scena musicale. Nel 2022 è tornato in attività con il gruppo The Bad Ends.

### Formazione in sintesi
- Michael Stipe - voce principale, armonica, percussioni, chitarra (1980-2011)
- Peter Buck - chitarra solista, mandolino, banjo, basso, tastiere, batteria (1980-2011)
- Mike Millis - basso, tastiere, cori, voce, chitarra (1980-2011)
- Bill Berry - batteria, percussioni, basso, tastiere (1980-1997, ospite 2003-2007)

#### Turnisti
- Buren Fowler - chitarra ritmica (1986-1987; morto nel 2014)
- Peter Holsapple - chitarra ritmica, basso, tastiere (1989-1991)
- Scott McCaughey - chitarra ritmica, tastiere, cori, chitarra solista, basso (1994-2011)
- Nathan December - chitarra ritmica, chitarra solista, percussioni (1994-1995)
- Joey Waronker - batteria, percussioni (1998-2002)
- Barrett Martin - batteria, percussioni (1998)
- Ken Stringfellow - tastiera, basso, cori, chitarra ritmica (1998-2005)
- Bill Rieflin - batteria, percussioni, tastiera, chitarra (2003-2011; morto nel 2020)

## Discografia

### EP
- 1982 – Chronic Town (IRS Records)

### Album in studio
- 1983 – Murmur (IRS Records)
- 1984 – Reckoning (IRS Records)
- 1985 – Fables of the Reconstruction (IRS Records)
- 1986 – Lifes Rich Pageant (IRS Records)
- 1987 – Document (IRS Records)
- 1988 – Green (Warner Music Records)
- 1991 – Out of Time (Warner Music Records)
- 1992 – Automatic for the People (Warner Music Records)
- 1994 – Monster (Warner Music Records)
- 1996 – New Adventures in Hi-Fi  (Warner Music Records)
- 1998 – Up (Warner Music Records)
- 2001 – Reveal (Warner Music Records)
- 2004 – Around the Sun (Warner Music Records)
- 2008 – Accelerate (Warner Music Records)
- 2011 – Collapse into Now (Warner Music Records)

### Raccolte
- 1987 – Dead Letter Office (IRS Records)
- 1991 – The Best of R.E.M. (IRS Records)
- 2003 – In Time: The Best of R.E.M. 1988-2003 (Warner Music Records)
- 2011 – Part Lies, Part Heart, Part Truth, Part Garbage 1982-2011 (Warner Music Records)

### Live
- 2007 – R.E.M. Live (Warner Music Records)
- 2009 – Live at the Olympia (Warner Music Records)
- 2014 – Unplugged 1991-2001 - The Complete Sessions (Rhino Records)

## Videografia

### Film concerti
- 1990 – Tourfilm
- 1996 – Road Movie
- 2003 – Perfect Square
- 2007 – R.E.M. Live
- 2009 – Live at the Olympia
- 2010 – Live from Austin, TX

### Video compilation
- 1987 – Succumbs
- 1990 – Pop Screen
- 1991 – This Film Is On
- 1995 – Parallel
- 2003 – In View: The Best of R.E.M. 1988-2003
- 2006 – When the Light Is Mine: The Best of the I.R.S. Years 1982-1987
- 2014 - REMTV